# 罗埃沃尔恰诺
罗埃沃尔恰诺（義大利語：Roè Volciano），是意大利布雷西亚省的一个市镇。总面积5平方公里，人口4490人，人口密度898.0人/平方公里（2009年）。国家统计（ISTAT）代码为017164。